# Ernst-Ludwig-Platz (Mainz)

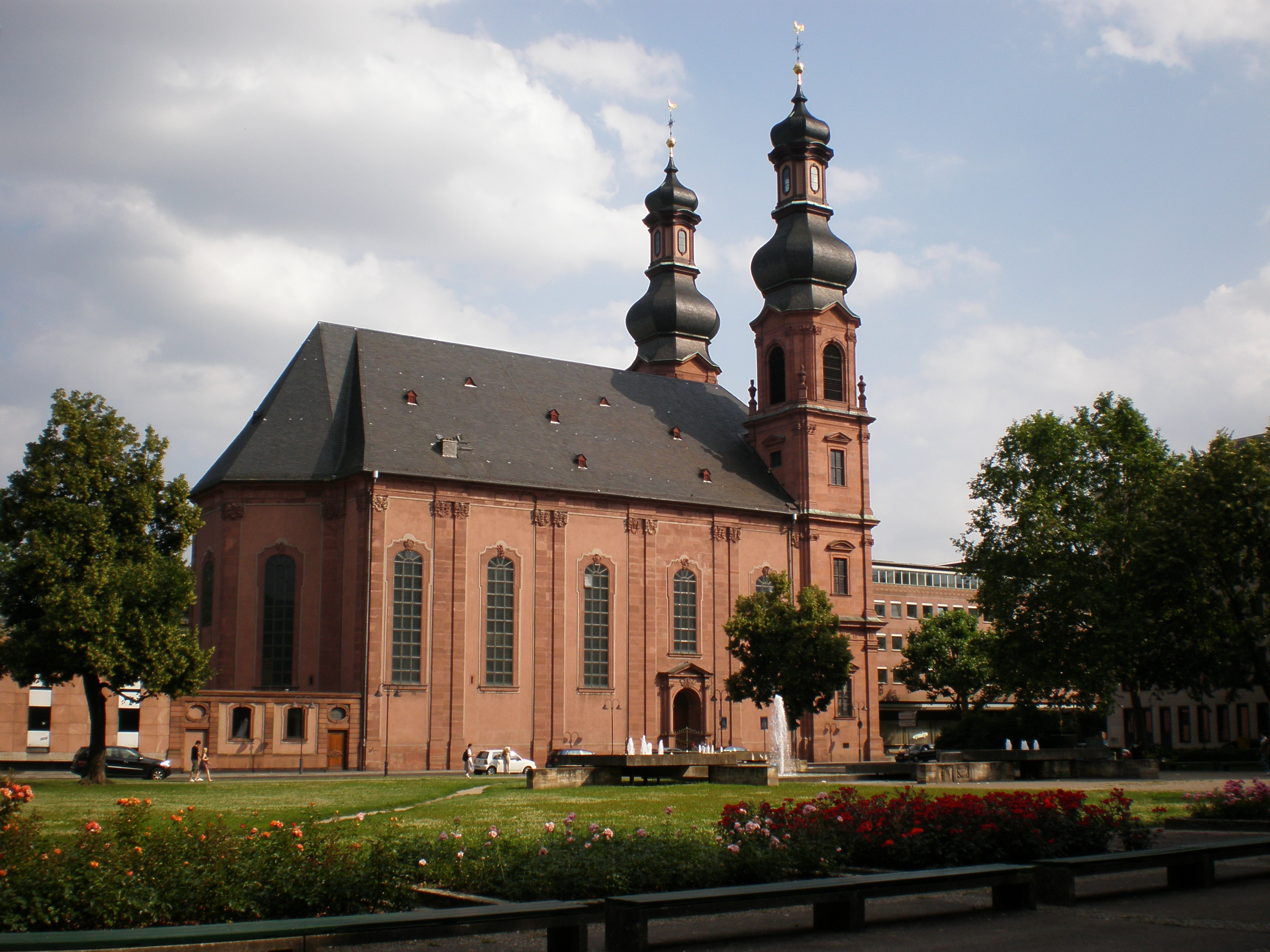
Blick über den Ernst-Ludwig-Platz auf die Nord-West-Fassade der Kirche St. Peter

Der Ernst-Ludwig-Platz ist ein polygonaler Platz in der Altstadt von Mainz. Er liegt innerhalb des sogenannten Schlossviertels.

## Geschichte

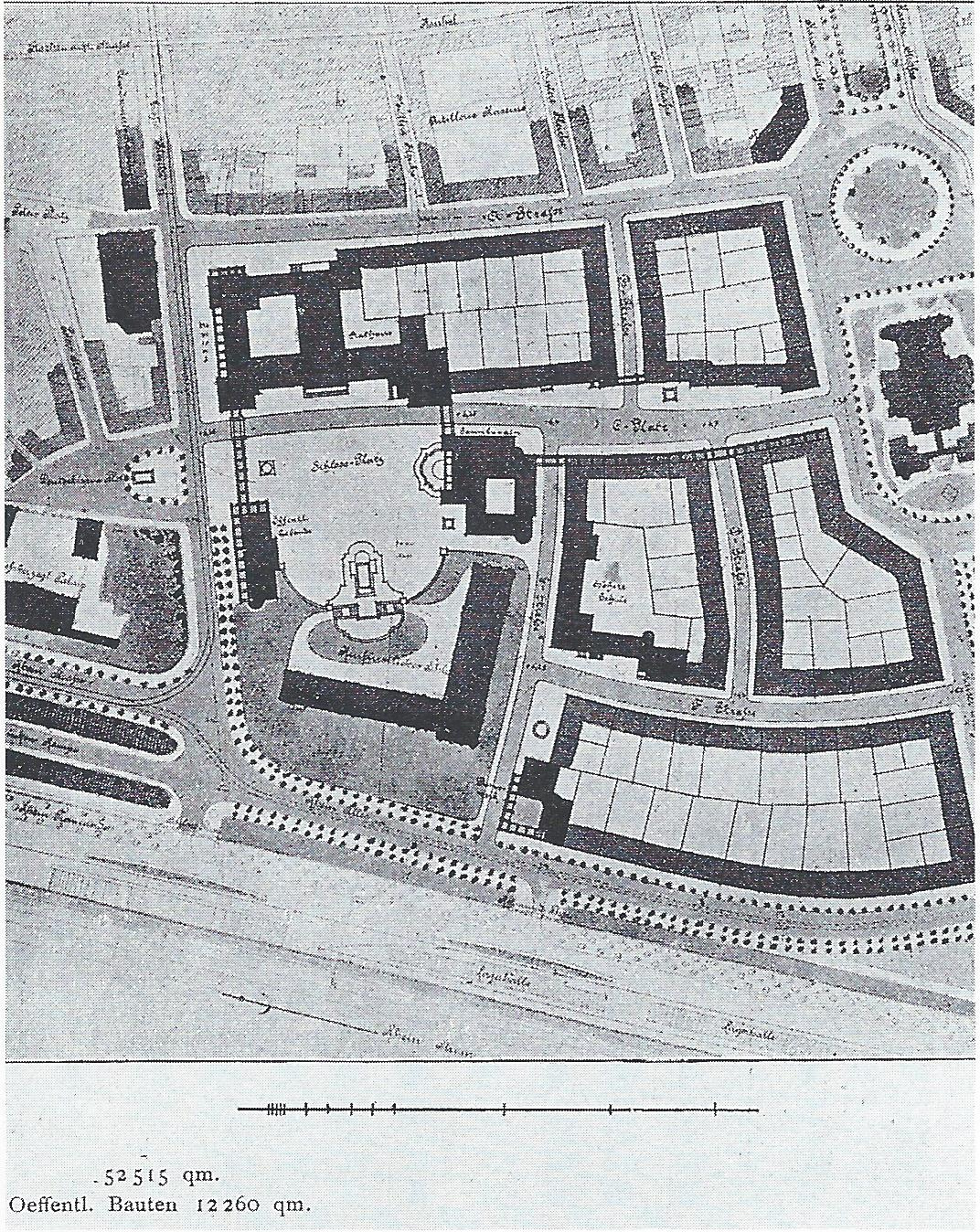
Bebauungsplan des Schlossviertels von Friedrich Pützer

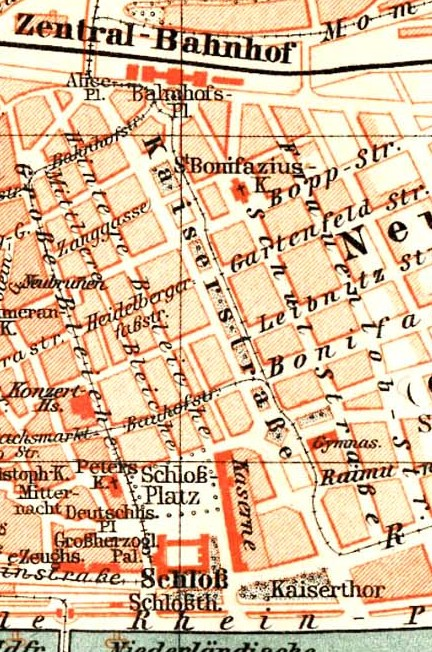
Der Schlossplatz mit Schlosskaserne bis 1898

Der Schlossplatz, vormals Place de la Liberté,  wurde den Truppen des Deutschen Bundes ab 1816 als Paradeplatz zur Verfügung gestellt. Als militärischer Komplex aus Kasernen, Anlagen und Einrichtungen mit Verbindungen zum Gelände des Gartenfelds diente er der Ausbildung der Bundessoldaten. Den Beginn der Bebauung des Mainzer Schlossplatzes markierte die Errichtung der Schlosskaserne, auch Kriegshospitalkaserne genannt, für das Infanterie-Leib-Regiment „Großherzogin“ (3. Großherzoglich Hessisches) Nr. 117 ab dem Jahr 1840. Nachdem die militärische Nutzung des Bereichs um das Kurfürstliche Schloss durch die Geniedirektion der Festung Mainz aufgegeben worden war, wurde das Gelände ab 1899 im Rahmen eines Wettbewerbs als neues Stadtzentrum zwischen Altstadt und Neustadt überplant, was eine Schleifung des verteidigungsfähigen Kasernenbaus 1903 einbezog. An den neuangelegten Ernst-Ludwig- und Diether-von-Isenburg-Straßen entstanden ab 1902 Gerichts- und Gefängnisgebäude sowie Verwaltungsgebäude wie die Großherzoglich-Hessische Weinbau-Domäne, welche sowohl für die Geschichte der Stadt Mainz im Speziellen als auch für die Stadtbaugeschichte um 1900 im Allgemeinen bedeutend sind.
Seit 1899 trägt der Platz den Namen des Großherzogs Ernst Ludwig von Hessen und bei Rhein. Der Ortsbeirat Mainz-Altstadt forderte im Herbst 2009, dem Platz (zusammen mit dem angrenzenden Deutschhausplatz, der tatsächlich umbenannt wurde) den Namen „Platz der Mainzer Republik“ zu geben. Vom Ernst-Ludwig-Platz am Amtsgericht Mainz vorbei zur Christuskirche hin führt eine ebenfalls nach Ernst Ludwig benannte Straße, deren Umbenennung nicht zur Diskussion steht. Zu Ehren des verstorbenen ehemaligen Bundeskanzlers Helmut Kohl wurde ein Teil des ursprünglichen Ernst-Ludwig-Platzes am 3. April 2018 in „Helmut-Kohl-Platz“ umbenannt.
Zwischen Ernst-Ludwig-Platz und Ernst-Ludwig-Straße wurde von 1972 bis 1974 eine Tiefgarage gebaut, die als Mehrzweckanlage (MZA) auch für den Zivilschutz konzipiert war. Darin sollten 2800 Menschen für 14 Tage gegen Waffenwirkungen geschützt sein, die Mehrkosten wurden vom Bund getragen. Ab 2007 wurde die Zivilschutzbindung aufgehoben, die Tiefgarage gilt nicht mehr als Schutzraum.

## Gestaltung
Das ehemalige Kurfürstliche Schloss dominiert zusammen mit dem Deutschhaus (ehemaliges großherzogliches Palais), Zeughaus, Sautanz, Justizgebäuden und der Kirche St. Peter nachhaltig die Gebäudestruktur des Mainzer Regierungs- bzw. Schlossviertels. Die Plätze Deutschhausplatz, Ernst-Ludwig-Platz und Schlossplatz bilden das Kernstück des öffentlichen Freiraumes im Regierungsviertel der Landeshauptstadt. Die Plätze sind jedoch nicht durch raumbildende Maßnahmen voneinander abgegrenzt. Lediglich eine Nachbildung des Dativius-Victor-Bogens trennt den Ernst-Ludwig-Platz vom Schlossplatz, der heute als Parkplatz genutzt wird.
Als künstlerischer Beitrag im öffentlichen Raum präsentiert sich der Jubiläumsbrunnen mit Friesen aus Beton, der zum kontrovers diskutierten 2000-jährigen Jubiläum der Stadtgründung 1962 geschaffen wurde. Er steht auf der grünen Wiese des Platzes in Höhe der Peterskirche. Zu den Gerichtsgebäuden hin wird der Platz durch Rosen in Hochbeeten, die ebenfalls in Beton ausgeführt sind, abgegrenzt. Er liegt in einer Denkmalzone der Altstadt, auch wenn ein wirklich platzbildprägendes Gebäude nicht vorhanden ist.

## Umgebende Straßen
Insgesamt drei Straßen umgeben den Ernst-Ludwig-Platz: Nördlich wird der Platz durch Schlossgymnasium bzw. durch das Kurfürstliche Schloss zum Rhein bzw. der Peter-Altmeier-Allee abgegrenzt. An derSüd-Ostseite verläuft die Große Bleiche. Die Kaiser-Friedrich-Straße mit dem angrenzenden Abgeordnetenhaus und dem Ministerium für Umwelt, Forsten und Verbraucherschutz verläuft an der Süd-Westseite des Geländes, während das Justizviertel die Nord-Westseite bildet. Die Ernst-Ludwig-Straße führt an den Justizgebäuden entlang mitten in den Platz.

## Gestaltungskonzepte
Im Rahmen eines städtebaulichen Ideenwettbewerbs sollen den einzelnen Plätzen innerhalb des Viertels entsprechend ihrer Alleinstellungsmerkmale und Identitäten Attribute zugeordnet werden, wie z. B. Deutschhausplatz „Repräsentation“, Ernst-Ludwig-Platz „Erholung“ und Schlossplatz „Repräsentation mit Aufenthaltsqualität“.
Die günstige Lage des an den Landschaftsraum Rhein angrenzenden urbanen Freiraums soll in Zukunft stärker genutzt werden um das Schlossviertel wirkungsvoller mit dem Rheinufer zu verknüpfen. Die Aufenthalts- und Erholungsfunktion des Platzes sollen verstärkt werden und Großveranstaltungen (Rheinland-Pfalz Open Air, Kirchentage, public viewing etc.), wie auch Dauerinstallationen (Eisbahn), nur im eingeschränkten Maß zugelassen werden. Eine mehrfunktional nutzbare „harte“ Veranstaltungsfläche Ernst-Ludwig-Platz wird durch das Stadtplanungsamt nicht gewünscht.